# John Houlding
John Houlding (agosto 1833 – Cimiez, 17 marzo 1902) è stato un imprenditore e politico britannico, noto per aver ricoperto l'incarico di sindaco di Liverpool ed essere stato il fondatore del Liverpool Football Club.
Massone, fu primo Gran sorvegliante della Gran loggia provinciale del West Lancashire e nel 1897 fu nominato primo Gran diacono della Gran Loggia unita d'Inghilterra. Raggiunse il 33º ed ultimo grado del Rito scozzese antico ed accettato
Nel novembre 2017, Houlding è stato commemorato con un busto di bronzo fuori Anfield per celebrare il 125º anniversario del Liverpool F.C.

## Biografia
Houlding era un uomo d'affari della città di Liverpool. Fu educato al Liverpool College e fu attivo verso la fine del XIX secolo, possedendo una fabbrica di birra che lo lasciò in uno stato finanziario confortevole per il resto della sua vita. Fu eletto al consiglio comunale di Liverpool come conservatore in rappresentanza della circoscrizione di Everton, prima di essere nominato sindaco di Liverpool nel 1897. Era anche un membro dell'Orange Order, un'organizzazione fraterna protestante che aveva un grande seguito nell'area di Liverpool.  Houlding era anche un massone e fondò la Loggia Anfield n. 2215, frequentò anche la Loggia Everton n. 823 e la Loggia Hamer n. 1395.

### Everton F.C.
Prima della sua elezione, Houlding è stato coinvolto nella prima squadra di calcio professionistica della città, l'Everton F.C.. Nel 1882, una sentenza costrinse l'Everton a giocare le partite in uno stadio chiuso, dopo averle precedentemente giocate allo Stanley Park pubblico. Una riunione tenutasi al Sandon Hotel di Anfield, Liverpool, di proprietà di Houlding, portò l'Everton FC ad affittare un campo fuori Priory Road. Quando il proprietario di questo campo alla fine chiese loro di andarsene, Houlding si assicurò un nuovo campo ad Anfield Road, pagando un piccolo affitto a John Orrell, un altro birraio. La prima partita di calcio ad Anfield fu il 28 settembre 1884, quando l'Everton sconfisse l'Earlestown 5-0.
Ad Anfield furono erette tribune, le presenze raggiunsero le 8.000 presenze a partita e l'Everton divenne un membro fondatore della Football League nel 1888. Tuttavia, Houlding stava iniziando a infastidire il club; aumentò il tasso di interesse sul suo prestito al club e i giocatori furono costretti a utilizzare il Sandon Hotel di Oakfield Road per cambiarsi, sia prima che dopo le partite.
Houlding acquistò il terreno di Anfield Road da Orrell nel 1885 e fece pagare l'affitto all'Everton F.C. Orrell possedeva un terreno vicino e progettò di costruire una strada di accesso attraverso il terreno di Houlding. L'unico modo per fermare tutto questo era affittare la terra di Orrell o comprarla. Houlding voleva che l'Everton F.C. acquistasse la sua terra e la terra di Orrell facendo galleggiare il club. Se le sue proposte fossero state accettate, Houlding avrebbe guadagnato un sacco di soldi dall'acquisto del terreno e il club sarebbe stato gestito da un piccolo numero di grandi azionisti.
Molti dei membri del club accusarono Houlding di cercare di realizzare un profitto a spese del club. I 279 membri del club si incontrarono nel gennaio 1892 per discutere la questione. Dopo un altro incontro il 15 marzo 1892, il club decise di lasciare Anfield e trovare un nuovo campo. Più tardi quell'anno l'Everton F.C. si trasferì a Goodison Park, sul lato nord di Stanley Park.

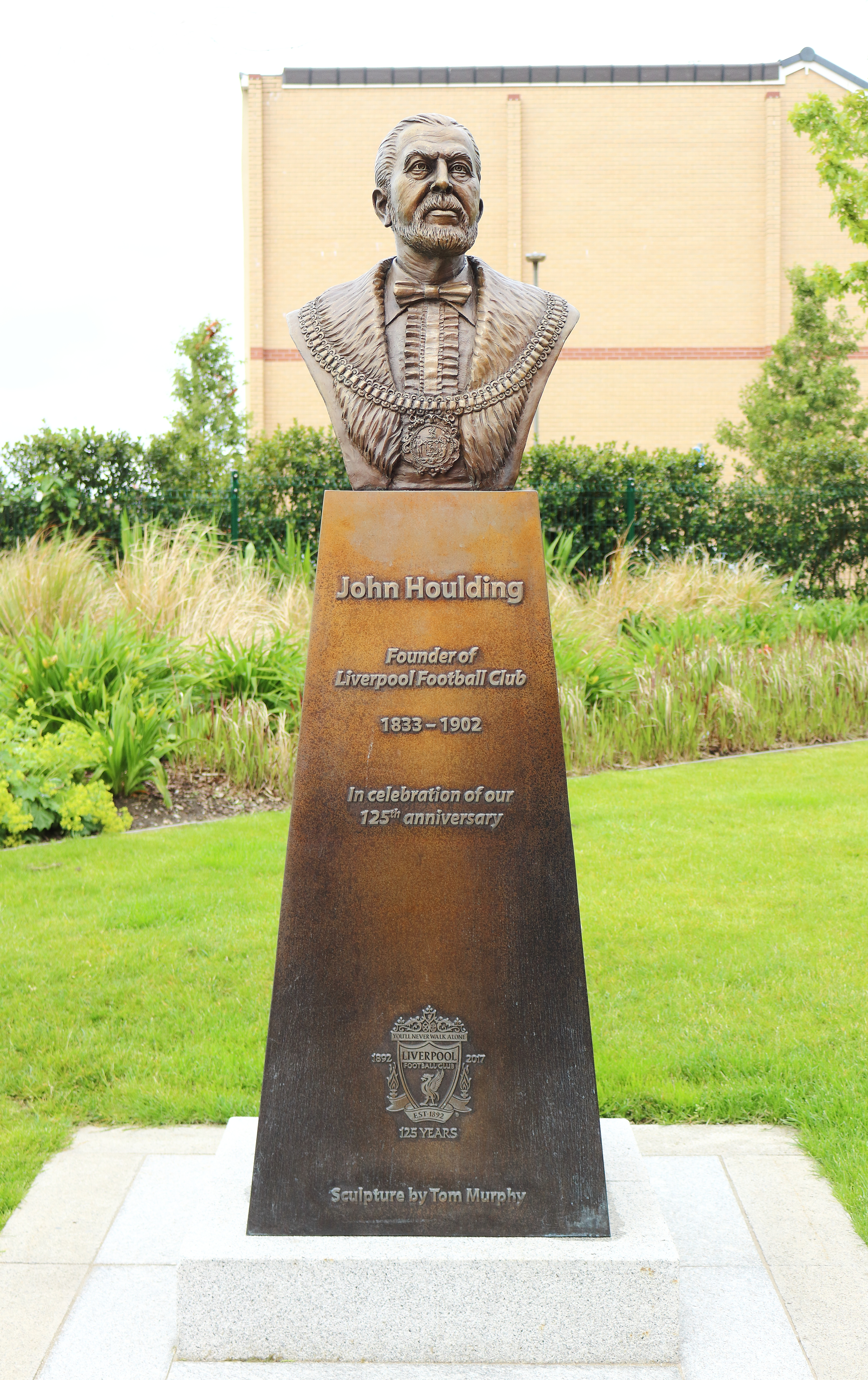
Ricordo di Houlding fuori Anfield in occasione del 125° anniversaio del Liverpool F.C.

### Fondazione del Liverpool F.C.
Dopo la partenza dell'Everton, Houlding e Orrell rimasero con un campo di calcio vuoto, e Houlding sentì che l'unica linea d'azione corretta sarebbe stata quella di fondare una nuova squadra di calcio, cosa che puntualmente fece, firmando il contratto nello stesso Sandon Hotel di sua proprietà. Il nuovo club fu chiamato Everton Athletic, ma la Football Association non permise l'uso di questo nome a causa della sua somiglianza con il club originale, così il nuovo club fu ribattezzato Liverpool F.C. La prima partita del Liverpool F.C. fu un'amichevole contro il Rotherham Town, allora della Midland League, il 1º settembre 1892.

## Morte
Houlding morì dopo una lunga malattia nel 1902 a Cimiez, un quartiere di Nizza, in Francia, all'età di 68 anni.  Al suo funerale, i giocatori del Liverpool e dell'Everton portarono la sua bara in segno di rispetto per tutto ciò che aveva fatto per il calcio in città. 
Nel 2022 lo storico David Kennedy pubblicò una biografia di Houlding. Nel 2024 un murale dedicato a Houlding è stato dipinto sul lato del Sandon Hotel & Pub fuori dallo stadio di Anfield, lo stesso pub in cui è stato fondato il Liverpool F.C.